# Babka (roślina)

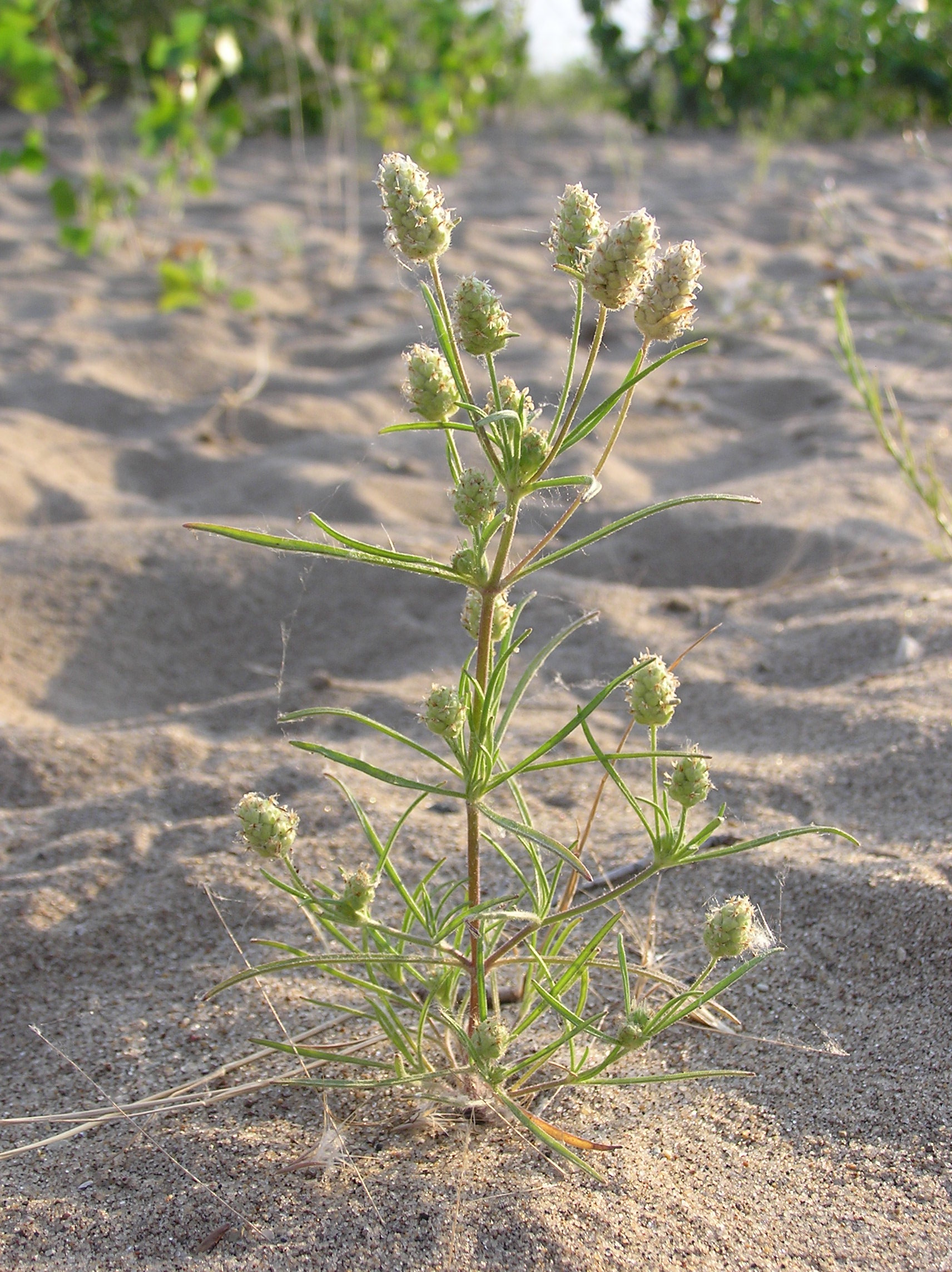
Babka piaskowa

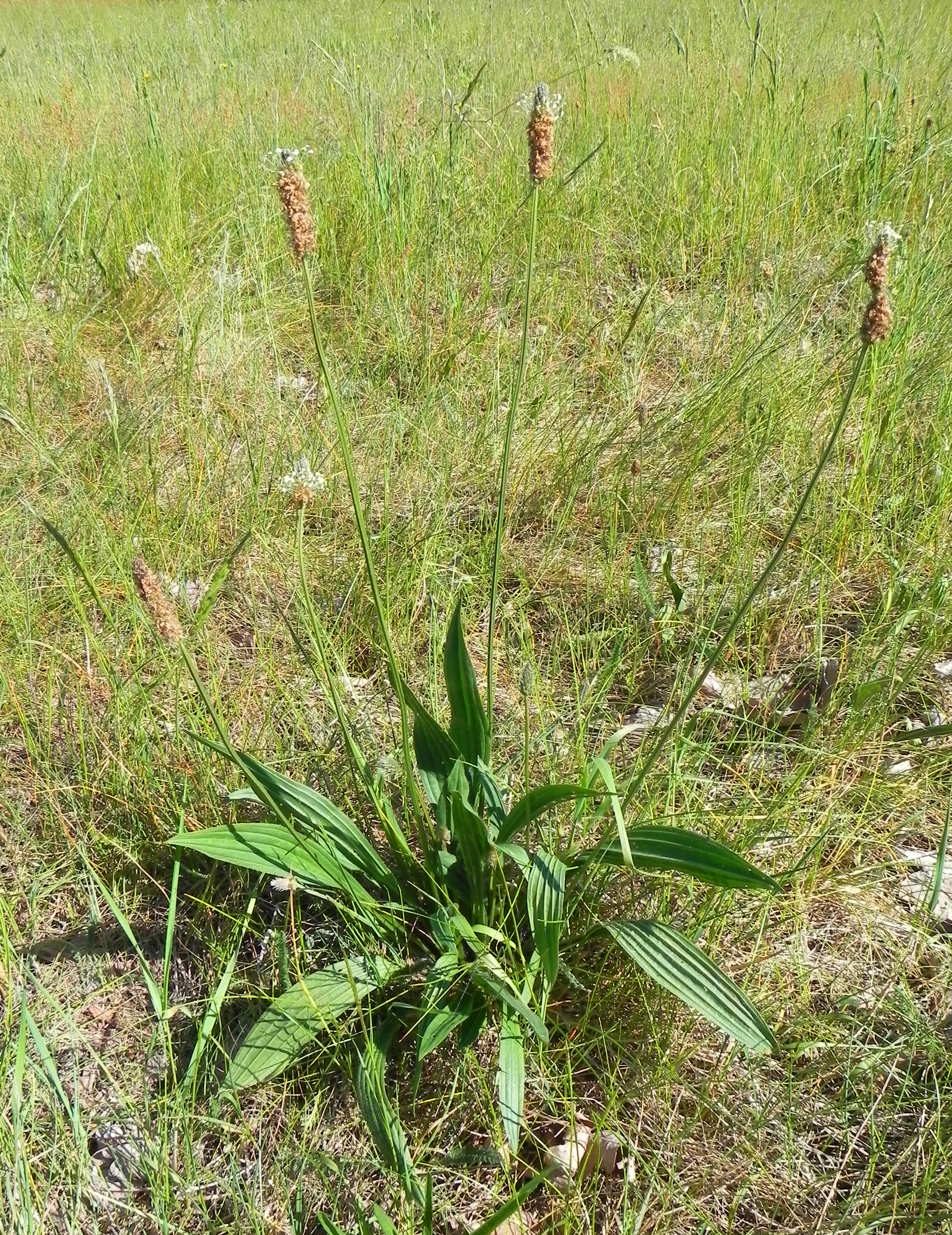
Babka lancetowata

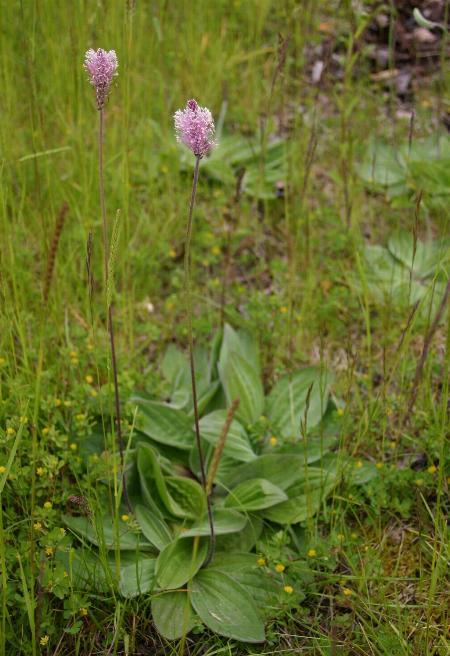
Babka średnia

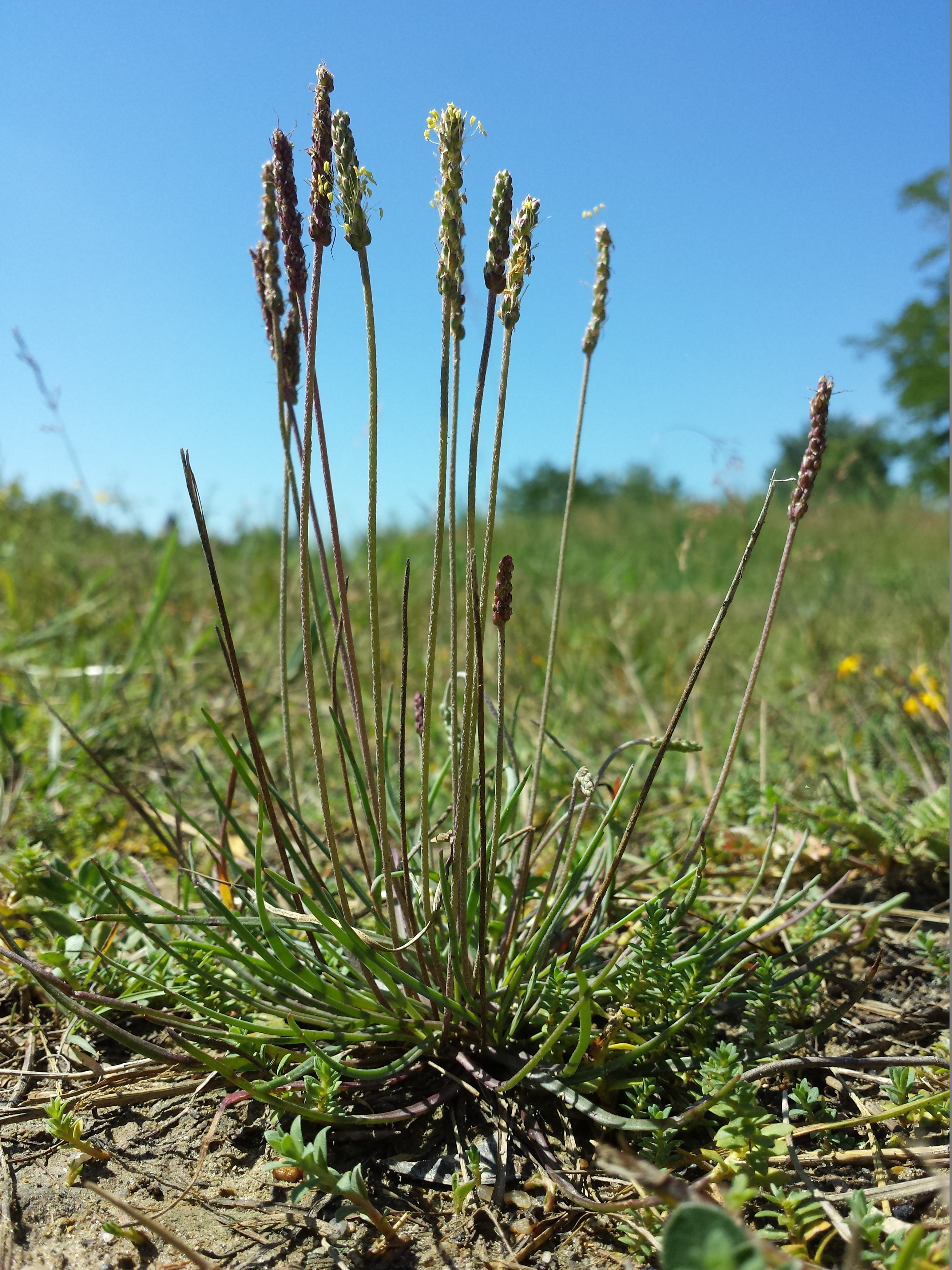
Babka nadmorska

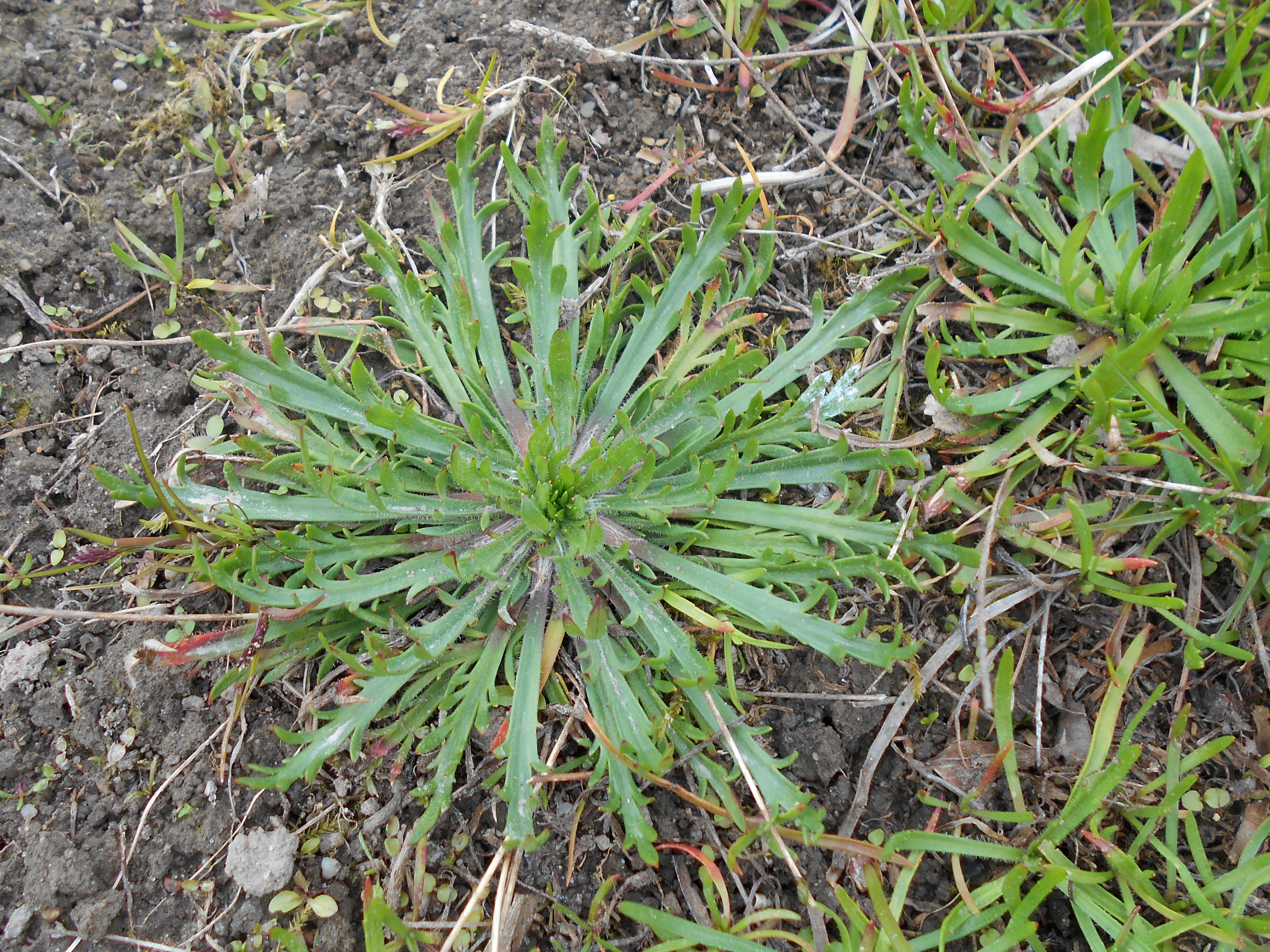
Babka pierzasta

Babka (Plantago L.) – rodzaj roślin z rodziny babkowatych. Obejmuje około 200–270 gatunków. Występują one na całym świecie. Rośliny te zasiedlają siedliska otwarte, bezdrzewne (pustynne, wydmowe, murawowe, łąkowe i solniskowe) przystosowane są do wiatropylności (drobne kwiaty skupione w wyniesionych, sztywnych kłosach, z długimi, wystającymi pręcikami. Często związane są też z siedliskami kształtowanymi przez człowieka (np. europejska babka zwyczajna P. major nazwana została przez Indian północnoamerykańskich „śladami białego człowieka”); wiele gatunków to rośliny inwazyjne i chwasty. Ze względu na dużą zawartość śluzów w nasionach są one wykorzystywane leczniczo i jako dodatki do żywności (np. babka płesznik P. afra). Babka pierzasta P. coronopus w Europie Zachodniej i P. major var. asiatica w Chinach spożywane są jako warzywa.

## Rozmieszczenie geograficzne
Rośliny kosmopolityczne, ale najczęściej związane ze strefami klimatu umiarkowanego obu półkul, w obszarach tropikalnych często brak przedstawicieli. Do obszarów o największym zróżnicowaniu gatunkowym należy Europa, gdzie rośnie 35–36 gatunków, oraz Australia (24 gatunki) wraz z Nową Zelandią (9 gatunków).
Gatunki flory Polski
Pierwsza nazwa naukowa według listy krajowej, druga – obowiązująca według bazy taksonomicznej Plants of the World online (jeśli jest inna)

- babka arktyczna Plantago lagopus L. – efemerofit
- babka górska Plantago atrata Hoppe
- babka lancetowata Plantago lanceolata L.
- babka nadmorska Plantago maritima L.
- babka patagońska Plantago patagonica Jacq. – efemerofit
- babka piaskowa Plantago arenaria L. ≡ P. indica L.
- babka pierzasta Plantago coronopus L.
- babka płesznik Plantago afra L. – efemerofit
- babka średnia Plantago media L.
- babka wielonasienna Plantago intermedia Gilib. ≡ P. major subsp. intermedia (Gilib.) Lange
- babka Wintera Plantago winteri Wirtg. ≡ P. major subsp. winteri (Wirtg.) W.Ludw.
- babka wyniosła Plantago altissima L. – efemerofit
- babka wężowa Plantago serpentina All. ≡ P. strictissima L.  – antropofit zadomowiony
- babka zwyczajna Plantago major L.

## Morfologia

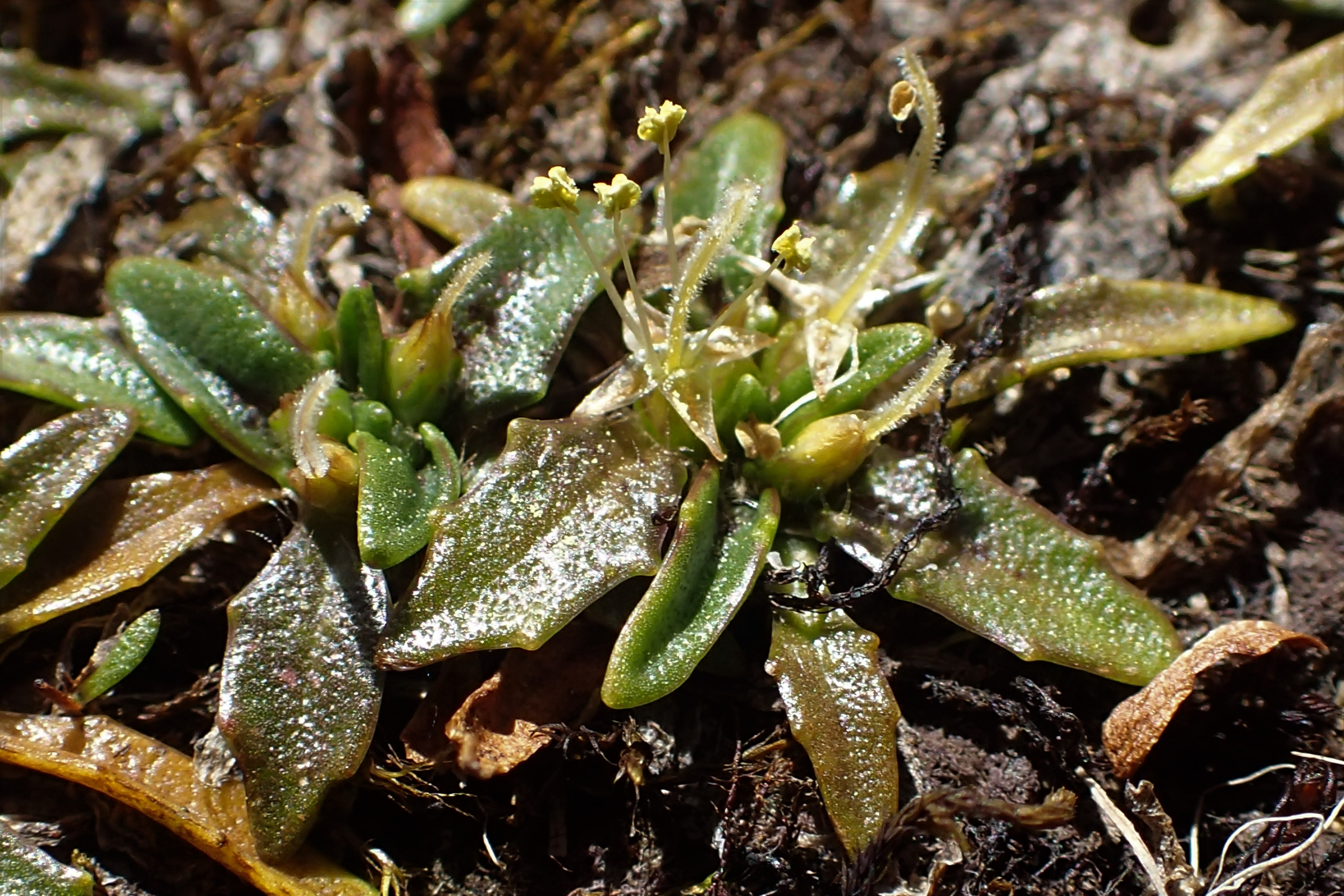
Plantago triandra

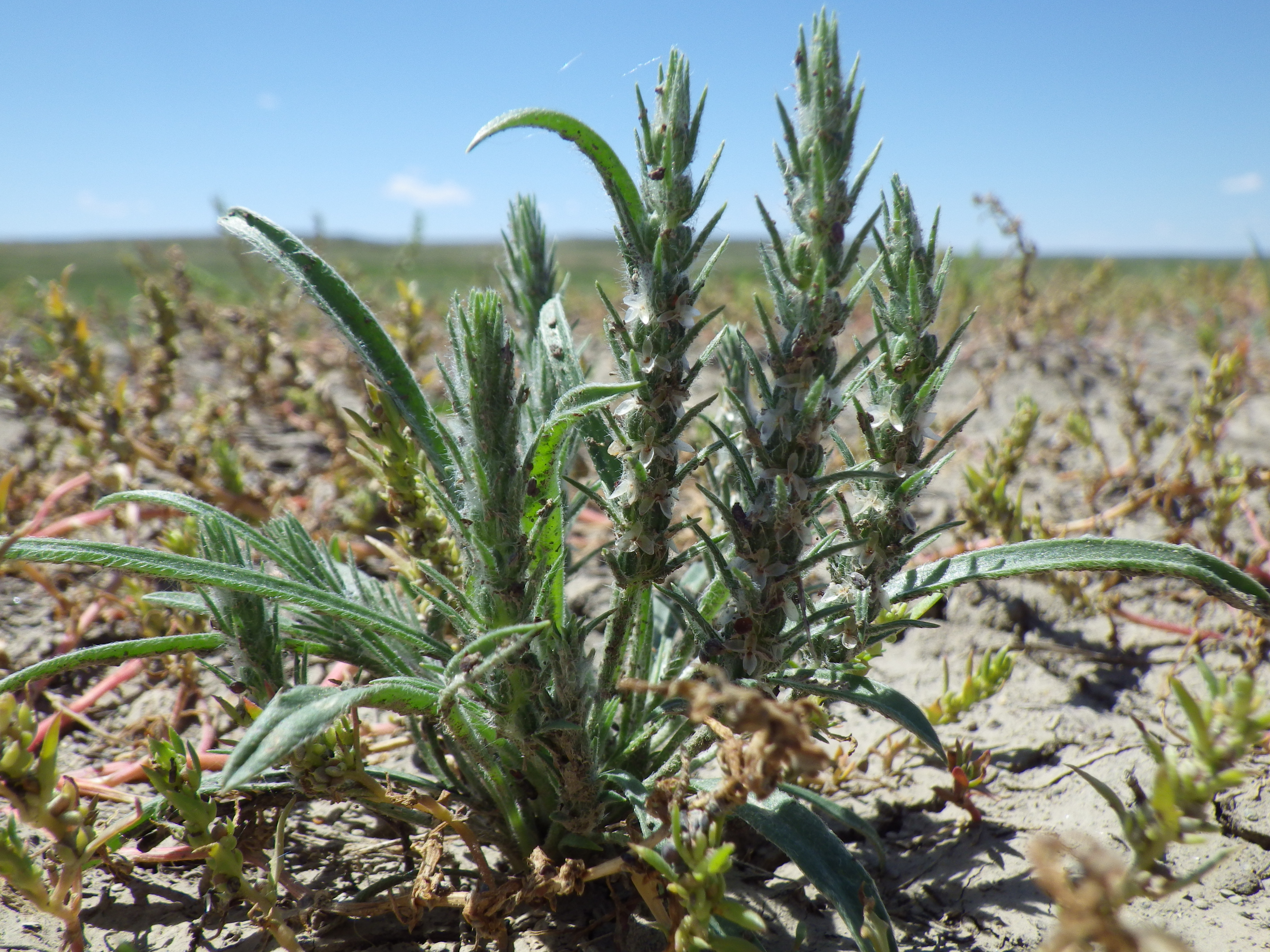
Plantago patagonica

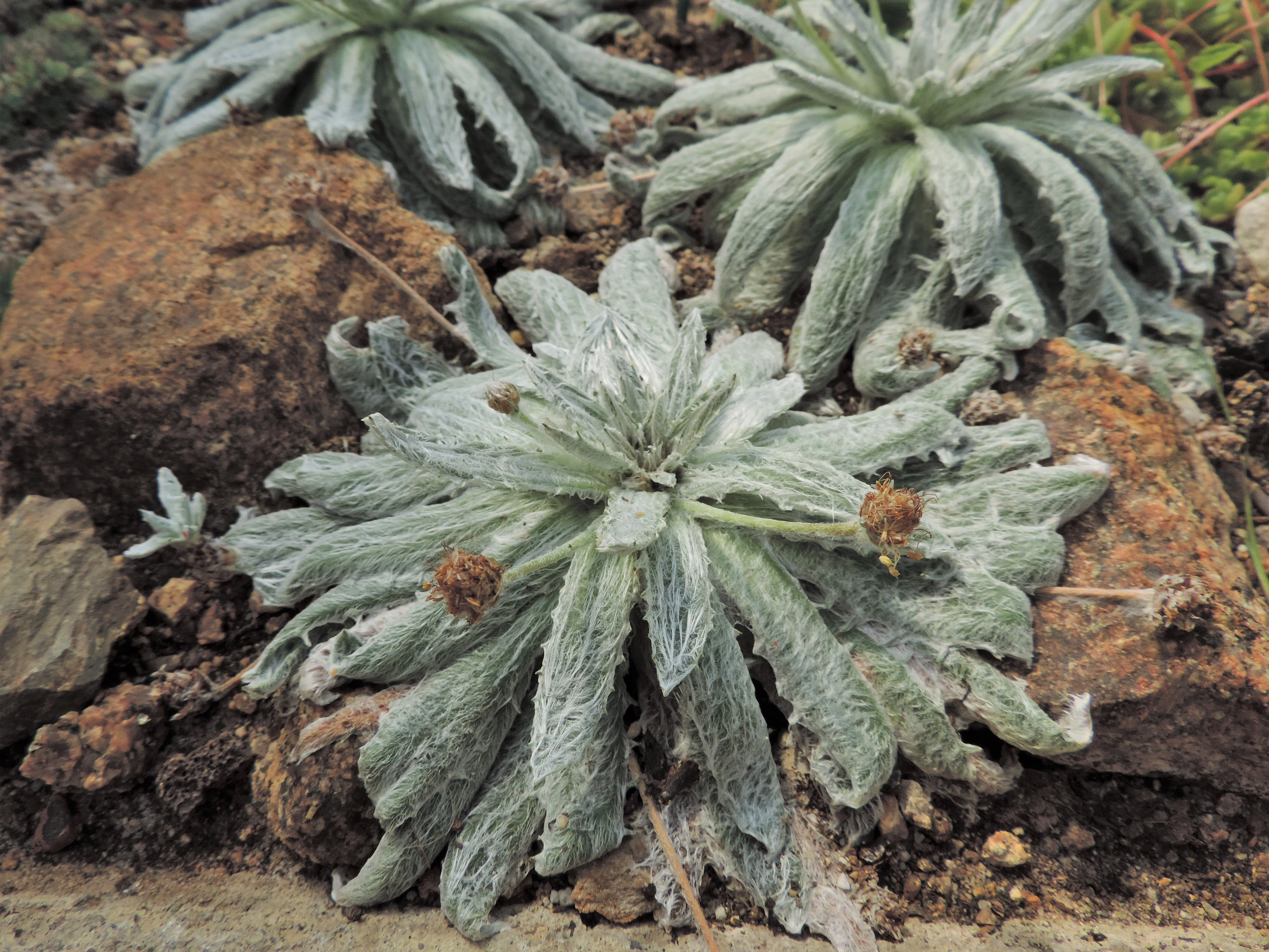
Plantago nivalis

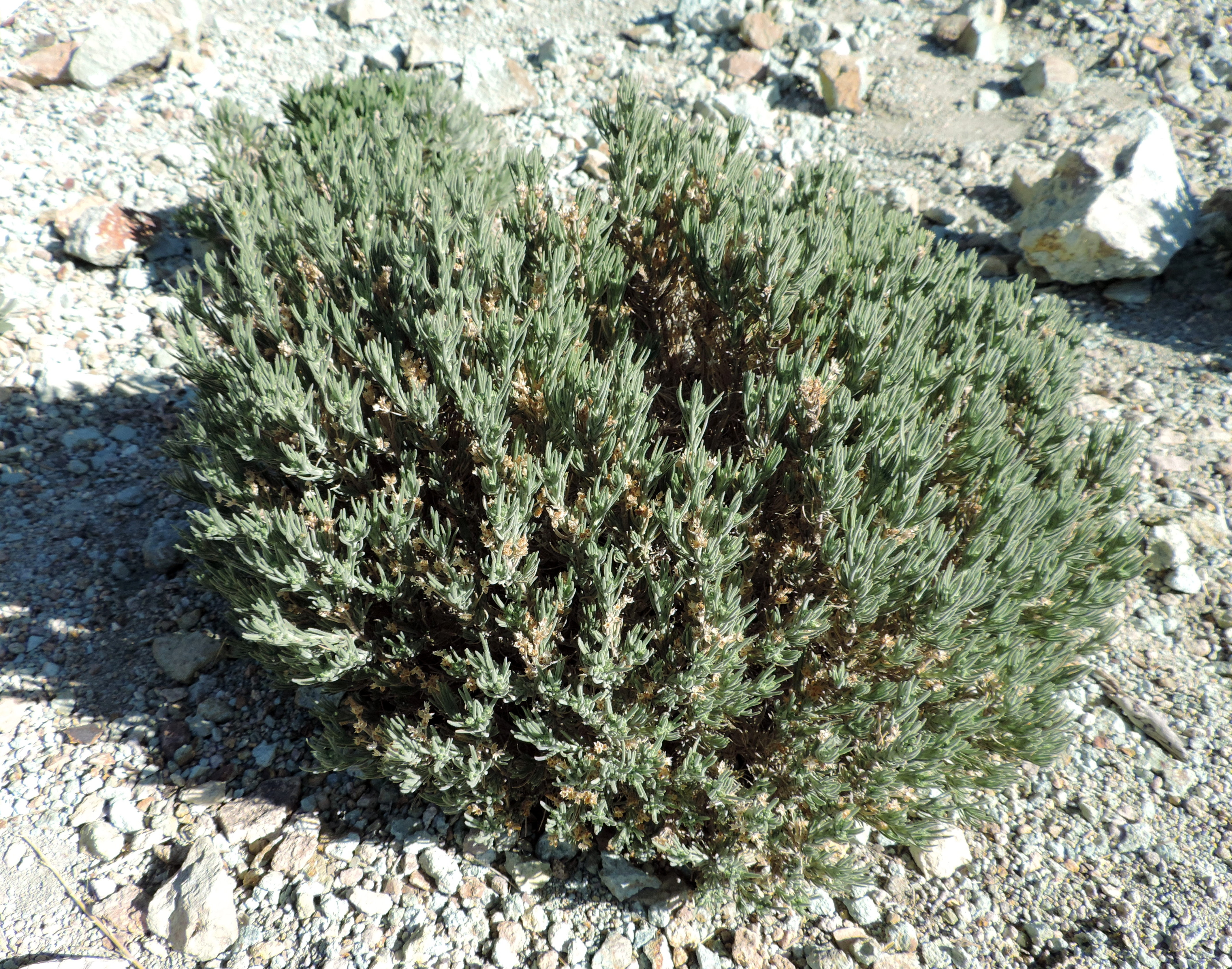
Plantago webbii

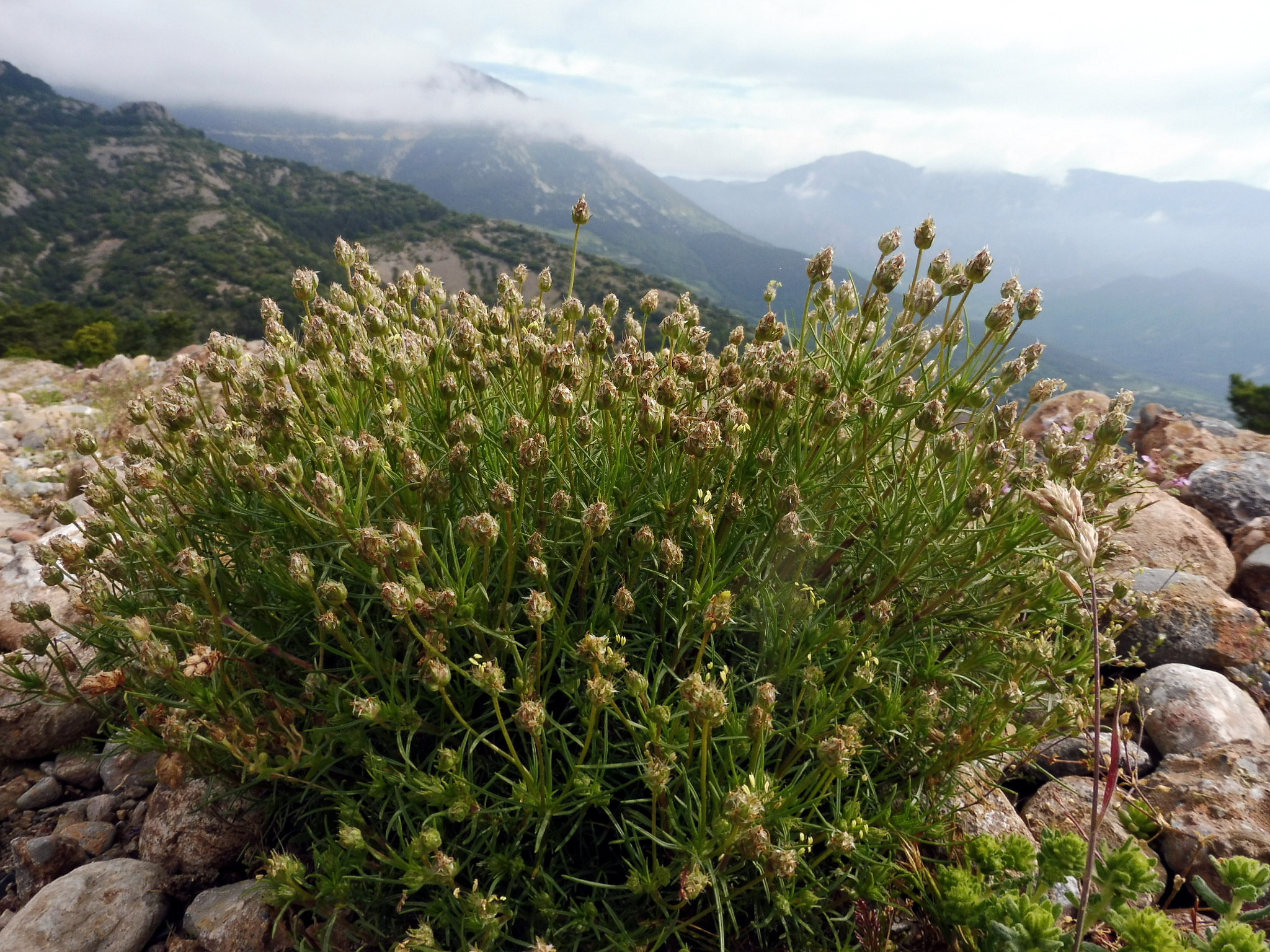
Plantago sempervirens

PokrójRośliny zielne (jednoroczne i wieloletnie), rzadko drewniejące półkrzewy. Osiągają do 50 cm wysokości.
LiścieCzęsto w przyziemnej różyczce, w innych przypadkach naprzeciwległe. Liście pojedyncze, użyłkowane równoległe, blaszki rzadko pierzaste lub wcinane (babka pierzasta P. coronopus, P. palmata). Blaszka często zredukowana, a zamiast tego z rozszerzoną częścią centralną z wiązką środkową.
KwiatyDrobne, osadzone na długich, z reguły bezlistnych szypułkach, najczęściej w szczytowych kłosach. Wsparte są błoniastymi przysadkami. Działki kielicha cztery, zrośnięte u nasady. Płatki korony także cztery ze zrośnięte u nasady, często błoniaste i przejrzyste. Pręciki cztery, z długimi nitkami pozwalającymi na eksponowanie pylników na ruchy powietrza (kwiaty są w większości wiatropylne, rzadko zapylane przez owady). Zalążnia górna dwu- lub czterokomorowa, zwieńczona pojedynczą szyjką słupka.
OwoceTorebka otwierająca się pęknięciem w środkowej części oddzielającym górną część w formie wieczka. Nasiona nieliczne, stosunkowo duże, z łupiną nasienną śluzowaciejącą w kontakcie z wodą.

## Systematyka

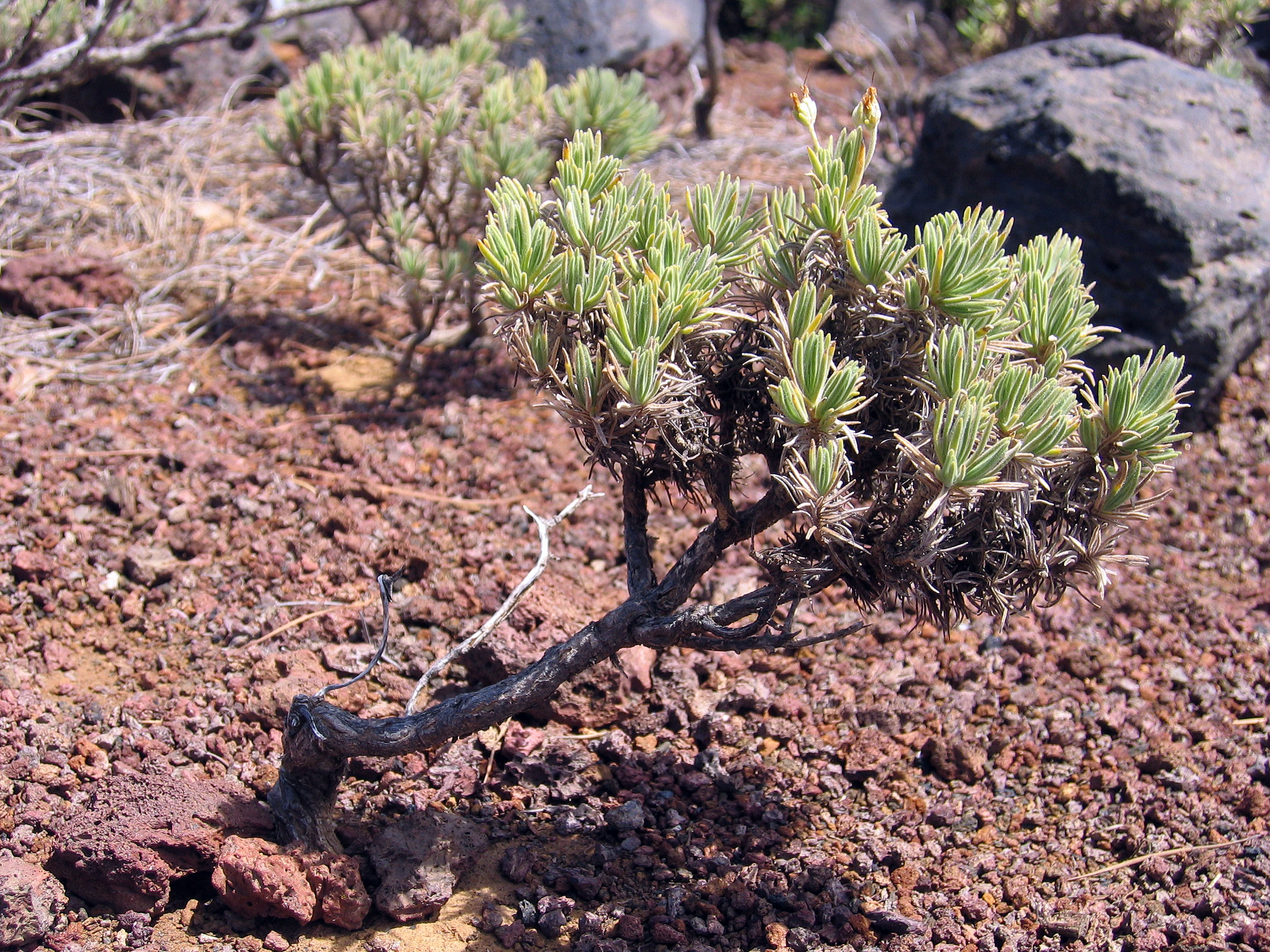
Plantago arborescens

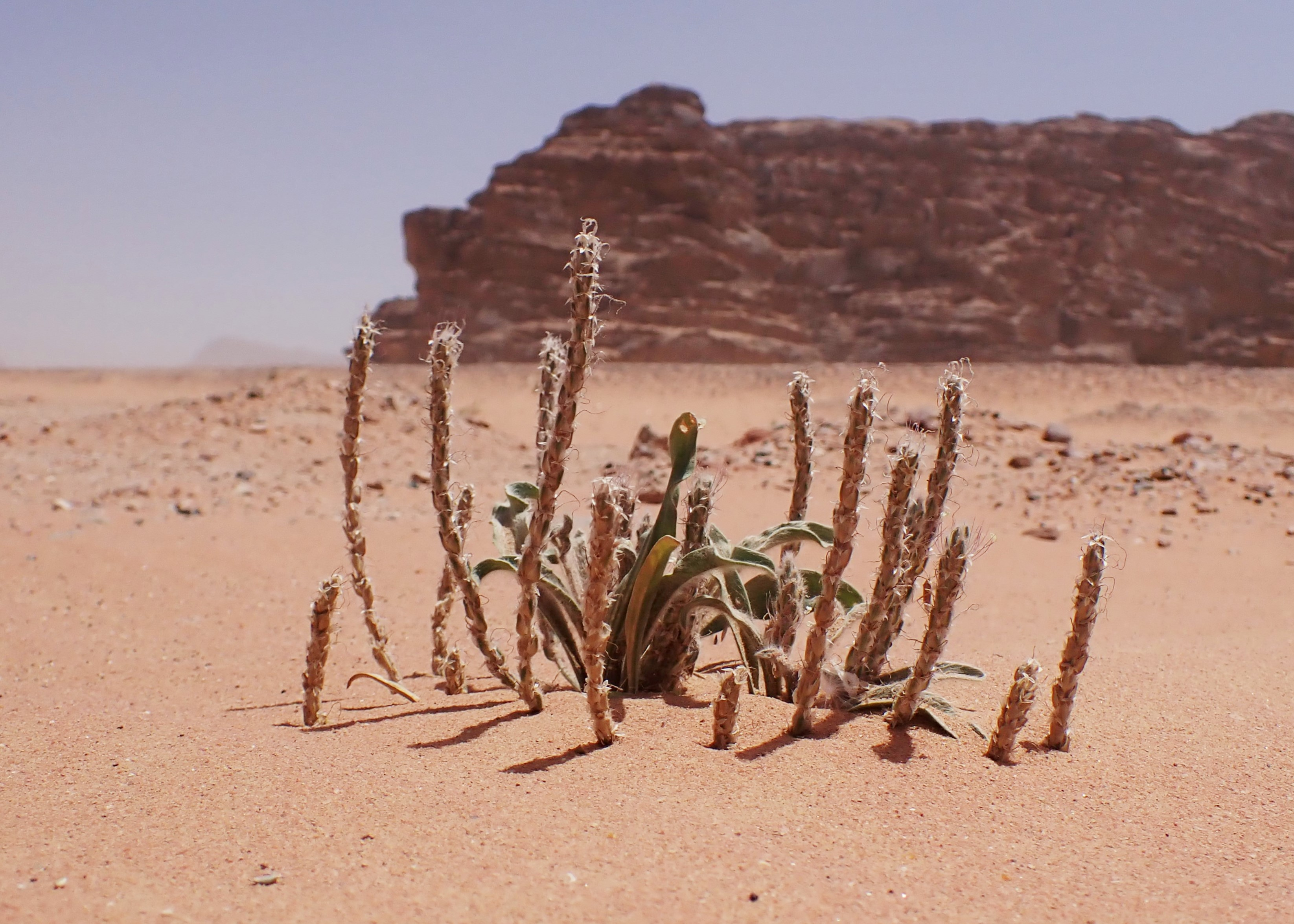
Plantago cylindrica

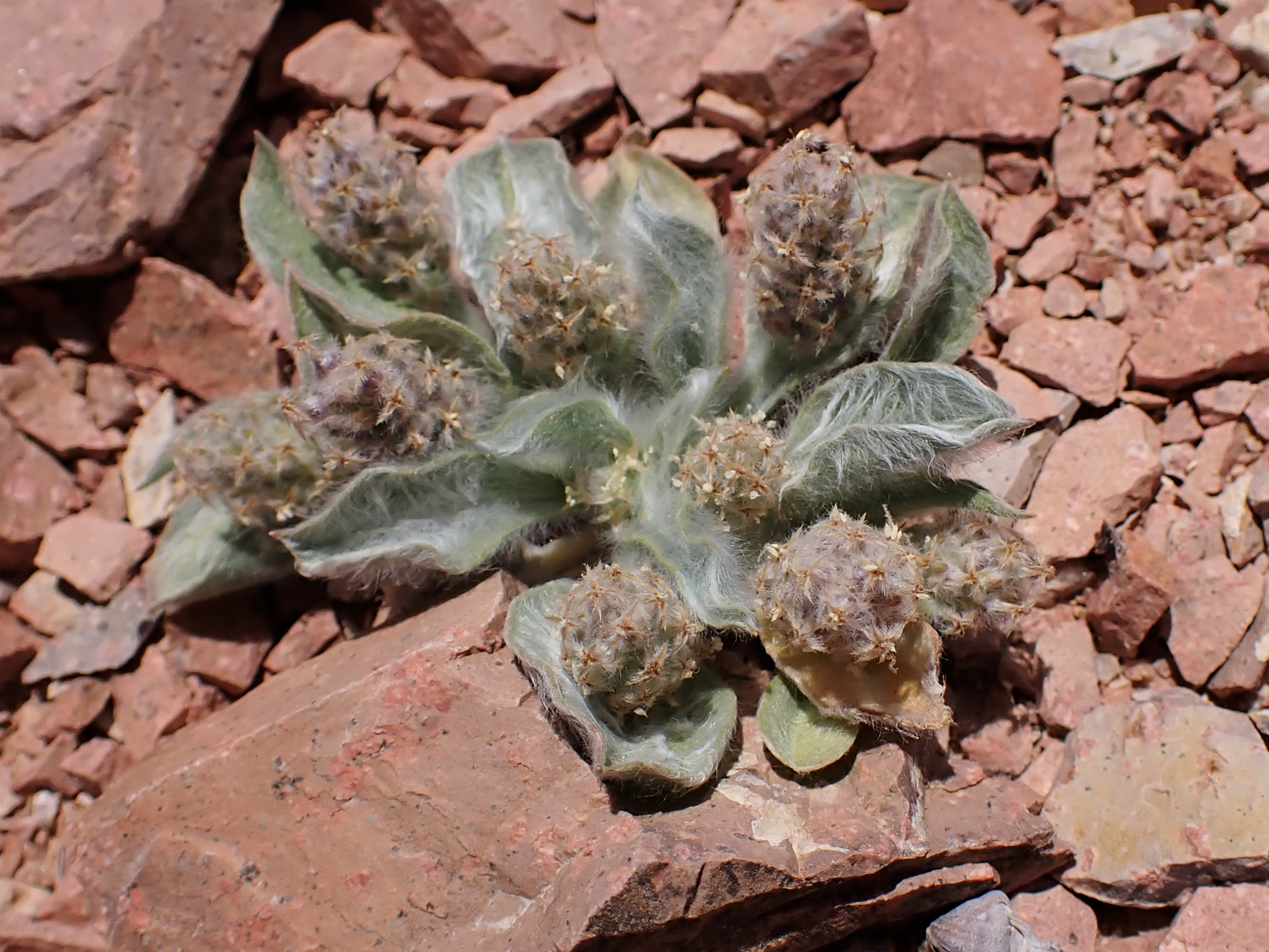
Plantago ciliata

Rodzaj z plemienia  Plantagineae z rodziny babkowatych (Plantaginaceae). W obrębie rodzaju wyróżnia się trzy sekcje (Coronopus, Plantago i Psyllium) lub pięć (dodatkowo Littorella i Bougueria) – w drugim wypadku włączając tu rośliny często wyodrębniane w osobne rodzaje. O ile włączenie do Plantago wydzielanego wcześniej monotypowego rodzaju Bougueria z andyjskim gatunkiem B. nubicola (=Plantago nubicola (Decne.) Rahn) jest uzasadnione (rodzaj ten jest zagnieżdżony w obrębie drzewa filogenetycznego Plantago), o tyle pozycja rodzaju brzeżyca Littorella jest dyskusyjna – rośliny do niego włączane są siostrzane wobec Plantago sensu stricto.
Wykaz gatunków
- Plantago afra L. – babka płesznik
- Plantago africana Verdc.
- Plantago akkensis Coss. & Murb.
- Plantago albicans L. – babka biaława
- Plantago algarbiensis Samp.
- Plantago alismatifolia Pilg.
- Plantago alopecurus Decne.
- Plantago alpestris B.G.Briggs, Carolin & Pulley
- Plantago alpina L. – babka alpejska
- Plantago altissima L. – babka wyniosła
- Plantago amplexicaulis Cav.
- Plantago anatolica Tutel & R.R.Mill
- Plantago annua Ryding
- Plantago antarctica Decne.
- Plantago arachnoidea Schrenk ex Fisch. & C.A.Mey.
- Plantago arborescens (Mirb.) Poir.
- Plantago argentea Chaix – babka srebrzysta
- Plantago argentina Pilg.
- Plantago argyrea E.Morris
- Plantago × argyrostachys Borbás
- Plantago aristata Michx.
- Plantago asiatica L.
- Plantago asperrima Gand. ex Hervier
- Plantago asphodeloides Svent.
- Plantago atlantica Batt.
- Plantago atrata Hoppe – babka górska
- Plantago aucklandica Hook.f.
- Plantago aundensis P.Royen
- Plantago australis Lam.
- Plantago baltistanica H.Hartmann
- Plantago barbata G.Forst.
- Plantago bellardii All.
- Plantago bellidioides Decne.
- Plantago benisnassenii Romo, Stübing & Peris
- Plantago berroi Pilg.
- Plantago bismarckii Niederl.
- Plantago bradei Pilg.
- Plantago brasiliensis Sims
- Plantago brownii F.Dietr.
- Plantago buchtienii Pilg.
- Plantago cafra Decne.
- Plantago campestris Hassemer
- Plantago camtschatica Link – babka kamczacka
- Plantago canescens Adams
- Plantago caricina Decne.
- Plantago carnosa Lam.
- Plantago catharinea Decne.
- Plantago cavaleriei H.Lév.
- Plantago ciliata Desf.
- Plantago cladarophylla B.G.Briggs, Carolin & Pulley
- Plantago commersoniana Decne. & Barnéoud
- Plantago cordata Lam.
- Plantago cornuti Gouan – babka solniskowa
- Plantago coronopus L. – babka pierzasta
- Plantago corvensis Hassemer
- Plantago crassifolia Forssk.
- Plantago cretica L.
- Plantago crypsoides Boiss.
- Plantago cunninghamii Decne.
- Plantago cylindrica Forssk.
- Plantago cyrenaica E.A.Durand & Barratte
- Plantago dardanae Rexhepi & D.Dimitrov
- Plantago debilis R.Br.
- Plantago densa (Pilg.) Rahn
- Plantago depauperata Merr. & L.M.Perry
- Plantago depressa Willd.
- Plantago dielsiana Pilg.
- Plantago drummondii Decne.
- Plantago elongata Pursh
- Plantago erecta E.Morris
- Plantago eriopoda Torr.
- Plantago euana Hürl.
- Plantago euphratica Decne. ex Barnéoud
- Plantago euryphylla B.G.Briggs, Carolin & Pulley
- Plantago evacina Boiss.
- Plantago exigua Murray
- Plantago exilis Decne.
- Plantago famarae Svent.
- Plantago fengdouensis (Z.E.Chao & Yong Wang) Yong Wang & Z.Yu Li
- Plantago fernandezia Bertero ex Barnéoud
- Plantago firma Kunze ex Walp.
- Plantago fischeri Engl.
- Plantago floccosa Decne.
- Plantago galapagensis Rahn
- Plantago gaudichaudii Barnéoud
- Plantago gentianoides Sm. – babka goryczkowa[14]
- Plantago glabrata Hook.f.
- Plantago glacialis B.G.Briggs, Carolin & Pulley
- Plantago goudotiana Decne.
- Plantago grandiflora Meyen
- Plantago griffithii Decne.
- Plantago guilleminiana Decne.
- Plantago gunnii Hook.f.
- Plantago hasskarlii Decne.
- Plantago hatschbachiana Hassemer
- Plantago hawaiensis (A.Gray) Pilg.
- Plantago hedleyi Maiden
- Plantago helleri Small
- Plantago heterophylla Nutt.
- Plantago himalaica Pilg.
- Plantago hispida R.Br.
- Plantago hispidula Ruiz & Pav.
- Plantago hookeriana Fisch. & C.A.Mey.
- Plantago humboldtiana Hassemer
- Plantago incisa Hassk.
- Plantago indica L. – babka piaskowa
- Plantago johnstonii Pilg.
- Plantago jujuyensis Rahn
- Plantago jurtzevii (Tzvelev) Tzvelev
- Plantago komarovii Pavlov
- Plantago krascheninnikovii Serg.
- Plantago lachnantha Bunge
- Plantago lagocephala Bunge
- Plantago lagopus L. – babka arktyczna
- Plantago lamprophylla Pilg.
- Plantago lanceolata L. – babka lancetowata
- Plantago lanigera Hook.f.
- Plantago laxiflora Decne.
- Plantago leucophylla Decne.
- Plantago libyca Bég. & A.Vacc.
- Plantago limensis Pers.
- Plantago linearis Kunth
- Plantago litorea Phil.
- Plantago loeflingii L.
- Plantago longissima Decne.
- Plantago lundborgii Sparre
- Plantago macrocarpa Cham. & Schltdl.
- Plantago maireana Hassemer
- Plantago major L. – babka zwyczajna
- Plantago malato-belizii Lawalrée
- Plantago maris-mortui Eig
- Plantago maritima L. – babka nadmorska
- Plantago mauritanica Boiss. & Reut.
- Plantago maxima Juss. ex Jacq.
- Plantago media L. – babka średnia
- Plantago minuta Pall.
- Plantago × mixta Domin
- Plantago mohnikei Miq.
- Plantago monanthos d'Urv.
- Plantago monosperma Pourr.
- Plantago monticola Decne.
- Plantago montisdicksonii P.Royen
- Plantago moorei Rahn
- Plantago muelleri Pilg.
- Plantago multiscapa B.G.Briggs
- Plantago myosuros Lam.
- Plantago napiformis (Rahn) Hassemer
- Plantago nebularis Hassemer
- Plantago nivalis Boiss. – babka śnieżna
- Plantago nivea Kunth
- Plantago notata Lag.
- Plantago novae-zelandiae L.B.Moore
- Plantago nubicola (Decne.) Rahn
- Plantago obconica Sykes
- Plantago orbignyana Steinh. ex Decne.
- Plantago orzuiensis Mohsenz., Nazeri & Mirtadz.
- Plantago ovata Forssk. – babka jajowata
- Plantago pachyneura Steud.
- Plantago pachyphylla A.Gray
- Plantago palmata Hook.f.
- Plantago palustris L.R.Fraser & Vickery
- Plantago papuana P.Royen
- Plantago paradoxa Hook.f.
- Plantago patagonica Jacq. – babka patagońska
- Plantago peloritana Lojac.
- Plantago penantha Griseb.
- Plantago pentasperma Hemsl.
- Plantago perssonii Pilg.
- Plantago phaeostoma Boiss. & Heldr.
- Plantago picta Colenso
- Plantago pilgeriana Hassemer
- Plantago podlechii Akhani
- Plantago polita Craven
- Plantago polysperma Kar. & Kir.
- Plantago popovii Tzvelev
- Plantago pretoana (Rahn) Hassemer
- Plantago princeps Cham. & Schltdl.
- Plantago psammophila Agnew & Chal.-Kabi
- Plantago pusilla Nutt.
- Plantago pyrophila Villarroel & J.R.I.Wood
- Plantago rahniana Hassemer & R.Trevis.
- Plantago rancaguae Steud.
- Plantago raoulii Decne.
- Plantago rapensis F.Br.
- Plantago remota Lam.
- Plantago reniformis Beck
- Plantago rhizoxylon Emb.
- Plantago rhodosperma Decne.
- Plantago rigida Kunth
- Plantago robusta Roxb.
- Plantago rugelii Decne.
- Plantago rupicola Pilg.
- Plantago sabulosa Danin & Raus
- Plantago salsa Pall.
- Plantago schwarzenbergiana Schur
- Plantago sempervirens Crantz – babka wieczniezielona
- Plantago sempervivoides Dusén
- Plantago sericea Ruiz & Pav.
- Plantago serraria L.
- Plantago sharifii Rech.f. & Esfand.
- Plantago sinaica (Barnéoud) Decne.
- Plantago sparsiflora Michx.
- Plantago spathulata Hook.f.
- Plantago squarrosa Murray
- Plantago stauntonii Reichardt
- Plantago stenophylla Merr. & L.M.Perry
- Plantago stocksii Boiss. ex Decne.
- Plantago stricta Schousb.
- Plantago strictissima L. – babka wężowa
- Plantago subnuda Pilg.
- Plantago subspathulata Pilg.
- Plantago subulata L. – babka szydlasta
- Plantago tacnensis Pilg.
- Plantago tanalensis Baker
- Plantago tandilensis (Pilg.) Rahn
- Plantago tasmanica Hook.f.
- Plantago tatarica Decne.
- Plantago tehuelcha Speg.
- Plantago tenuiflora Waldst. & Kit.
- Plantago tenuipala (Rahn) Rahn
- Plantago tolucensis Pilg.
- Plantago tomentosa Lam.
- Plantago triandra Berggr.
- Plantago trichophora Merr. & L.M.Perry
- Plantago trinitatis Rahn
- Plantago truncata Cham. & Schltdl.
- Plantago tubulosa Decne.
- Plantago tunetana Murb.
- Plantago turficola Rahn
- Plantago turrifera B.G.Briggs, Carolin & Pulley
- Plantago tweedyi A.Gray
- Plantago udicola Meudt & Garn.-Jones
- Plantago unibracteata Rahn
- Plantago urvillei Opiz
- Plantago varia R.Br.
- Plantago veadeirensis Hassemer
- Plantago ventanensis Pilg.
- Plantago venturii Pilg.
- Plantago virginica L.
- Plantago webbii Barnéoud
- Plantago weddelliana Decne.
- Plantago weldenii Rchb.
- Plantago wrightiana Decne.
- Plantago zoellneriana Hassemer